# UFC Fight Night: Hall vs. Silva
UFC Fight Night: Hall vs. Silva (também conhecido como UFC Fight Night 181 e UFC Vegas 12) foi um evento de MMA produzido pelo Ultimate Fighting Championship no dia 31 de outubro de 2020, no UFC Apex em Las Vegas.

## Background
Uma luta no peso médio entre o ex campeão Anderson Silva e Uriah Hall, aconteceu na noite de sábado do dia 31 de outubro de 2020 e serviu como luta principal da noite.
Anderson Silva, uma das grandes lendas do MMA, foi derrotado por nocaute no quarto round pelo jamaicano Uriah Hall.
Raulian Paiva era esperado para enfrentar Amir Albazi neste evento. Entretanto, Paiva teve que se retirar da luta devido a uma lesão. Ele foi substituído por Zhalgas Zhumagulov.
Uma luta no peso médio entre Wellington Turman e Sean Strickland era esperada para ocorrer neste evento. Entretanto, Turman teve que se retirar da luta. Ele foi substituído por Jack Marshman.
Um dia antes do evento, a luta entre Priscila Cachoeira e Cortney Casey foi cancelada após Cachoeira apresentar problemas com o corte de peso.

## Bônus da Noite
Os lutadores receberam $50.000 de bônus:
- Luta da Noite: Não houve lutas premiadas.
- Performance da Noite:    Kevin Holland,  Alexander Hernandez,  Adrian Yanez e   Miles Johns